# Pressure Chief
Pressure Chief är ett musikalbum från 2004 av den amerikanska rockgruppen Cake. Det nådde 17:e plats på Billboard 200.

## Låtlista
1. "Wheels" - 3:18
2. "No Phone" - 3:52
3. "Take It All Away" - 3:58
4. "Dime" - 3:37
5. "Carbon Monoxide" - 3:10
6. "The Guitar Man" - 3:53 (Bread-cover)
7. "Waiting" - 3:56
8. "She'll Hang the Baskets" - 2:42
9. "End of the Movie" - 1:50
10. "Palm of Your Hand" - 2:57
11. "Tougher Than It Is" - 3:00